# Hymenolaimus malacorhynchos
Hymenolaimus malacorhynchos е вид птица от семейство Патицови (Anatidae), единствен представител на род Hymenolaimus. Видът е застрашен от изчезване.

## Разпространение
Видът е разпространен в Нова Зеландия.